# Last of the Independents
Last of the Independents è il sesto album del gruppo The Pretenders, pubblicato nel 1994 dalla Sire Records.
In questo album, il gruppo è ufficialmente formato da Chrissie Hynde, Adam Seymour alla chitarra, Andy Hobson al basso, e il batterista originario Martin Chambers. Tuttavia, questa formazione suona insieme in uno solo dei brani dell'album. Nei restanti brani compaiono individualmente e insieme ad altri musicisti.

## Tracce
1. Hollywood Perfume (Chrissie Hynde, Billy Steinberg, Thomas Kelly) - 3:55
2. Night in My Veins (Hynde, Steinberg, Kelly) - 3:15
3. Money Talk (Hynde) - 3:38
4. 977 (Hynde, Steinberg, Kelly) - 3:54
5. Revolution (Hynde) - 4:32
6. All My Dreams (Hynde) - 3:12
7. I'll Stand by You (Hynde, Steinberg, Kelly) - 3:59
8. I'm a Mother (Hynde, J.F.T. Hood) - 5:18
9. Tequila (Hynde) - 1:13
10. Every Mother's Son (Hynde) - 3:41
11. Rebel Rock Me (Hynde) - 3:08
12. Love Colours (Hynde, Steinberg, Kelly) - 4:32
13. Forever Young (Bob Dylan) - 5:04

## Formazione
- Chrissie Hynde – voce, chitarra
- Adam Seymour - chitarra
- Andy Hobson - basso
- Martin Chambers – batteria

## Musicisti
- Robbie McIntosh - chitarra
- Ian Stanley - organo
- Andy Rourke - basso
- David Paton - basso
- J.F.T. Hood – batteria
- Jim Copley – batteria